# ELV Elektronik
Die ELV Elektronik AG ist ein Elektronik-Versandhaus und -Verlag mit dem Hauptsitz in Leer. 
Die Abkürzung ELV steht für „Elektronik Literatur Verlag“.

## Geschichte
Die Firma wurde 1978 durch Heinz-Gerhard Redeker ursprünglich als Elektronik Literatur Verlag GmbH gegründet und ist bis heute Herausgeber des ELVjournals. Die ehemals auflagenstärkste Elektronikfachzeitschrift Deutschlands wird seit der Ausgabe 1/2024 vollständig digital publiziert.
1991 erschien zusätzlich zum ELVjournal der erste ELV-Katalog, der 164 Seiten umfasste und auch Handelsware enthielt.
1992 wurden die Personalzeiterfassung ELV-TimeMaster als Eigenentwicklung auf den Markt gebracht und seitdem im deutschsprachigen Raum vertrieben. Auch die Hardware wird selbst entwickelt und produziert.
Im Jahre 2000 wurde die Elektronik Literatur Verlag GmbH in eine Aktiengesellschaft umgewandelt und erhielt dabei den heutigen Namen ELV Elektronik AG.
2017 erfolgte die Veröffentlichung der browserbasierten Zeiterfassung Timemaster, zu der auch eigene Hardware entwickelt und produziert wird. Im Jahr 2023 wurde die Timemaster GmbH aus der ELV Elektronik AG ausgegründet.

## Produkte
Das Online-Angebot umfasst circa 6.000 Produkte. Das ELV Kompetenzbuch wurde aufgrund des Konzeptes auf der Neocom 2014 im Bereich Business-to-Consumer (B2C) zum „Besten Katalog 2014“ ausgezeichnet. Darüber hinaus erscheinen zahlreiche Saison- und Sonderkataloge sowie Mailings.
Daneben ist ELV Herausgeber des „ELVjournal“, der ehemals auflagenstärksten Elektronik-Fachzeitschrift in Deutschland mit 30.000 verkauften und 20.000 verbreiteten Exemplaren. Seit der Ausgabe 1/2024 wird das ELVjournal ausschließlich digital publiziert und kann kostenlos auf der ELV Website gelesen und heruntergeladen werden.
Das Schwesterunternehmen eQ-3 bietet als Hersteller von Home Control- und Energiemanagement-System-Lösungen mehr als 200 Produkttypen an. Auch in anderen Consumer Electronics-Sparten, wie z. B. Wetterstationen, ist eQ-3 einer der führenden Hersteller.
Das Design und die Entwicklung der Produkte erfolgt ausschließlich in der Zentrale in Leer.
Produziert wird im 100 % konzerneigenen Werk in Zhuhai, Südchina.

## eQ-3
Die eQ-3 AG ist ein 2007 von der ELV Elektronik AG ausgegründetes deutsches Technologieunternehmen im Bereich Smart Home mit Hauptsitz in Leer.

## Unternehmensgruppe
- ELV Elektronik AG – Vertrieb über Versandhandel, Online-Shop, Entwicklung, Marketing, Herausgeber ELV Journal (Leer, Niedersachsen)
- eQ-3 AG – Vertrieb Smart Home, insbesondere für Großkunden und OEM (Leer, Niedersachsen)
- eQ-3 Entwicklung GmbH – Entwicklung von Smart-Home-Geräten (Leer, Niedersachsen)
- eQ-3 Italy SRL – Vertrieb Italien (Andrian, Italien)
- eQ-3 France SAS – Vertrieb Frankreich (Paris, Frankreich)
- eQ-3 Netherlands B.V. – Vertrieb Niederlande (Amsterdam, Niederlande)
- eQ-3 Asia Ltd. – Vertriebskoordination und Asiengeschäft (Hongkong)
- eQ-3 Electronics Co. Ltd. – Produktion und Fertigung (Zhuhai, China)
- Dnt Innovation GmbH – Entwicklung innovativer Elektronikprodukte, Smart-City (Leer, Niedersachsen)
- Timemaster GmbH - Entwicklung von Zeiterfassungssystemen (Leer, Niedersachsen)